# Lulu (opera)
Lulu è un'opera composta da Alban Berg tra il 1928 ed il 1935 ed eseguita per la prima volta il 2 giugno 1937.

## La genesi
Dopo aver ultimato, nel 1921, il dramma musicale Wozzeck tratto dal lavoro teatrale Woyzeck di Georg Büchner, la cui prima rappresentazione avvenne a Berlino nel 1925, Berg intraprese la composizione dell'altra sua opera, Lulu, iniziata nel 1928, che egli si portò dietro fino alla sua morte. Il libretto fu tratto dalla fusione di due lavori del drammaturgo Frank Wedekind, l'Erdgeist (Lo spirito della terra) e da Die Büchse der Pandora (Il vaso di Pandora).
Quest'opera rimase incompiuta, avendo l'autore strumentato soltanto i primi due dei tre atti di cui è composta. Solo nel 1979 Friedrich Cerha ha strumentato il terzo atto. La prima rappresentazione in forma scenica dei primi due atti avvenne all'Opernhaus Zürich  il 2 giugno del 1937 mentre i pezzi sinfonici tratti dall'opera, denominati Lulu-Symphonie, erano già stati eseguiti a Berlino nel 1934 sotto la direzione di Erich Kleiber e successivamente a Vienna nel 1935. Il 24 febbraio 1979 venne eseguita all'Opéra di Parigi la versione in tre atti sotto la direzione di Pierre Boulez.

## Il dramma di Lulu
È un'opera contro l'ipocrisia della società borghese, piena di pregiudizi sessuali, che fa solo del moralismo legato alla religione e che vede il sesso soltanto come atto demoniaco. In Lulu il sesso è vivo e palese, non ha bisogno di nascondersi, esso è la forza primaria, dominante, che dà il potere sull'uomo ancora preso dalle sue paure e dalle sue debolezze.
Lulu è lo strumento del male e del destino ed è la causa principale delle morti di tutte le persone con cui, nel bene o nel male, viene a contatto. La rappresentazione delle scene è cruda, i personaggi vivi e violenti, anche lei è violenta nella sua drammaticità erotica che attrae e che avvinghia a sé i presenti: essi riescono a liberarsi solo morendo.
Anche lei, comunque, non è solo il carnefice, ma anche e soprattutto vittima, perché anche con lei il destino è stato fatale prendendole tutta la vita sin dall'inizio. Lei è la prima e l'ultima vittima del dramma.

## La storia di Lulu
La trama dell'opera è alquanto complessa. Tutta la vicenda inizia in un tendone di un circo. La protagonista, come nel sogno, viene corteggiata dal direttore, ma respinge le sue avances. Il direttore, allora, le porge un serpente, il quale muta la vita privata e pubblica della protagonista. Dopo una lunga mediazione orchestrale dissonante e lacerata, il sipario si apre.
Lulu è una ragazzina sedicenne proveniente dagli strati più bassi della società londinese. Trovata in una strada malfamata, ne viene sottratta dal Dr. Schön, che la adotta per sedurla e ne fa la sua amante. Col tempo le procura un ricco matrimonio gettandola nelle braccia del consigliere Goll, così da sistemarla per poi continuare la sua precedente relazione.
Un giorno, posando per il Pittore, lasciata sola con lui dal Dr. Schön, viene trovata abbracciata da Goll ch'era entrato d'improvviso nello studio. Alla vista il suo cuore non regge e muore all'istante. Lulu non si dispera affatto per il suo defunto marito; si ritrova così ricca e con un nuovo marito, il Pittore.
Il Dr. Schön, a sua volta, di nascosto compra i quadri del Pittore per far vivere nel lusso Lulu, ma si stanca di doverla mantenere e l'avverte che presto si sposerà con un'altra. Lulu, che nel frattempo è diventata una ballerina famosa del varietà, su raccomandazioni del Dr. Schön, trova anche il tempo di avviare una relazione con un principe africano che la vorrebbe portare con sé; si confida con Alwa, figlio del dottore, altro personaggio che è attratto amorosamente da lei. Intanto compare nella sua vita un uomo viscido, Schigolch, che vive di espedienti; facendosi passare per il suo padre adottivo, la ricatta chiedendole dei soldi. Schigolch, alla fine, verrà respinto da Lulu.
Ad una ennesima lite con il Dr. Schön assiste anche il Pittore, che d'improvviso perde la testa per l'annuncio dello scoppio della guerra, e in un atto di estrema pazzia si taglia la gola in una stanza attigua. Trovato dal Dr. Schön, imbrattatosi di sangue del suicida, e da Lulu che sente ormai il suo pieno dominio sul dottore, lo attrae sempre di più a sé. Compaiono a questo punto altri personaggi nella vita di Lulu, la contessa Geschwitz che ne è innamorata, l'atleta Rodrigo, un trapezista che la vorrebbe per un suo numero sul trapezio, e un giovane studente di ginnasio pazzo per lei. Invitata dalla contessa ad un ballo mascherato per sole donne, il dottore chiede di partecipare, ma ottiene soltanto un rifiuto, e per questo si accendono ulteriormente gli animi tra i due amanti.
Il Dr. Schön cerca di convincere Lulu a suicidarsi, ma, malauguratamente per lui, nella confusione che avviene con l'atleta Rodrigo viene ucciso dalla stessa Lulu con ben cinque colpi di rivoltella alle spalle. Vedendolo morto davanti a sé, Lulu capisce che il Dr. Schön era l'unico uomo che avesse mai amato nella sua vita. Forse per un senso di colpa, si attacca successivamente morbosamente ad Alwa, il figlio di Schön, attirandolo nella sua orbita possessiva.
Anche l'atleta, ormai, per essere stato testimone del delitto commesso da Lulu, fa parte di quel mondo e si presenta come il suo fidanzato. Ci sarà un'epidemia di colera, la contessa uscirà abbastanza debole dalla malattia, Lulu si ritrova prigioniera in un lazzaretto e lo studente, in seguito alla morte di Schön, viene rinchiuso in un riformatorio, da dove evade per aiutarla a fuggire dal luogo ove ella è rinchiusa.
Nella fuga incontra l'atleta che lo dissuade riferendo che Lulu è morta per aver contratto la malattia. Lulu si rifiuta di andare con Rodrigo. Questi, non avendo potuto averla come sua compagna, va a denunciarla, ma è seguito dal ricattatore Schigolch, che lo elimina. Lo studente ritrova Lulu, non avendo creduto a Rodrigo. Lulu riesce comunque a fuggire insieme ad Alwa ed alla contessa e si ritrova in una soffitta disgustosa in cui è costretta a fare la prostituta di basso rango. Alla fine, insieme ad Alwa e a Geschwitz, viene uccisa la notte di Natale in una strada di Londra da Jack lo Squartatore. Dopo una lunga marcia distorta, il sipario si chiude.